# Praest
Praest is een kerkdorp en stadsdeel van de gemeente Emmerich am Rhein in de Duitse deelstaat Noordrijn-Westfalen. Het dorp telt 1661 inwoners. Het hoort bij Emmerik sinds de gemeentelijke herindelingen van 1969. 
Praest ligt ten oosten van Emmerik aan de weg naar Rees. In de omgeving van Praest werden vroeger dakpannen gemaakt van Rijnklei. 
Ten noorden van de A3, aan de grens met Nederland, bevindt zich het natuurgebied Hetter-Millinger Bruch. Ten zuiden, buitendijks, bevindt zich het natuurgebied Bienener Altrhein. 
Praest heeft een stopplaats aan de spoorlijn Oberhausen - Emmerich en er bestaat een directe treinverbinding met zowel Arnhem als Düsseldorf Hbf.

## Afbeeldingen

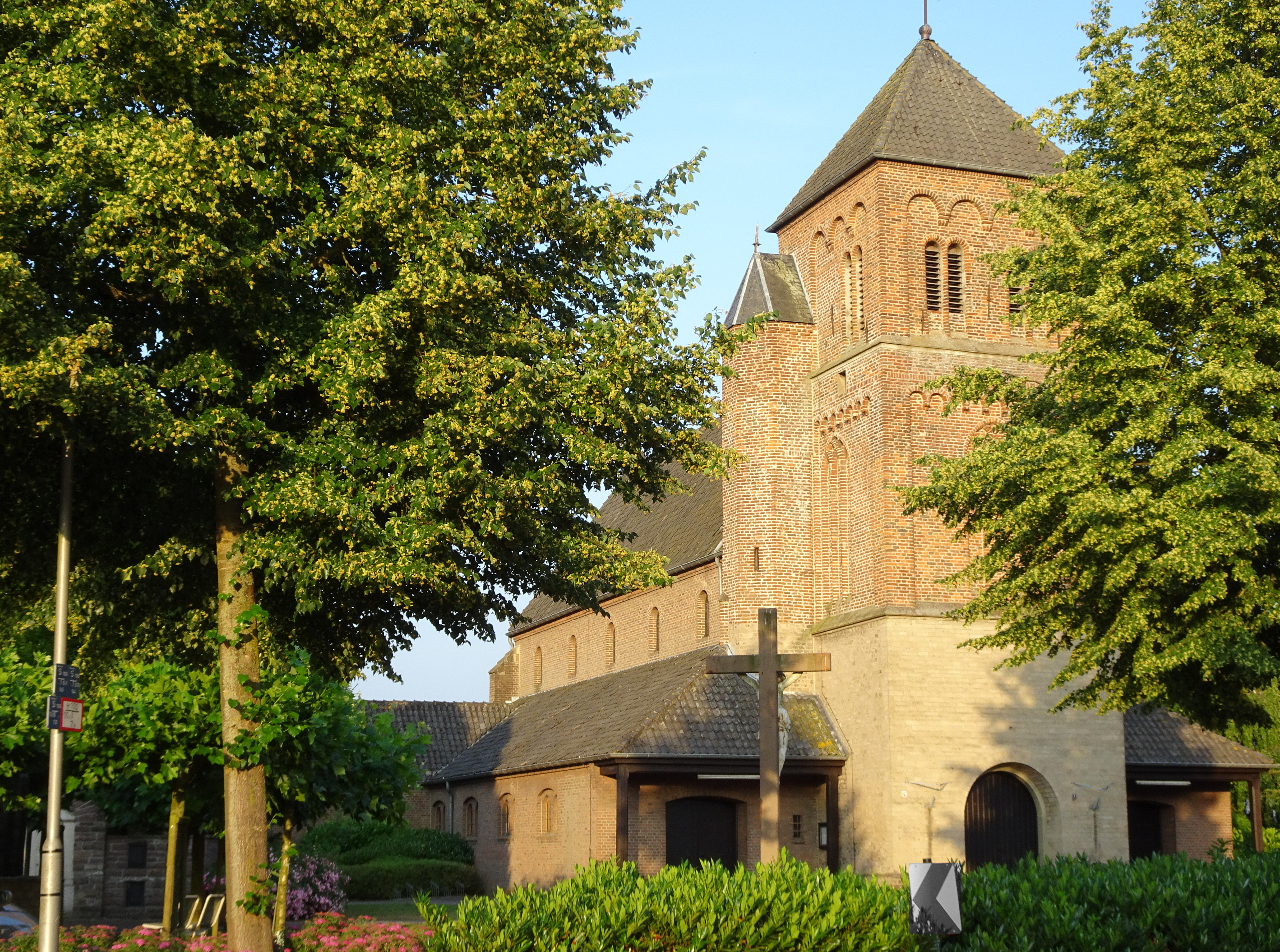
St. Johannes Baptist
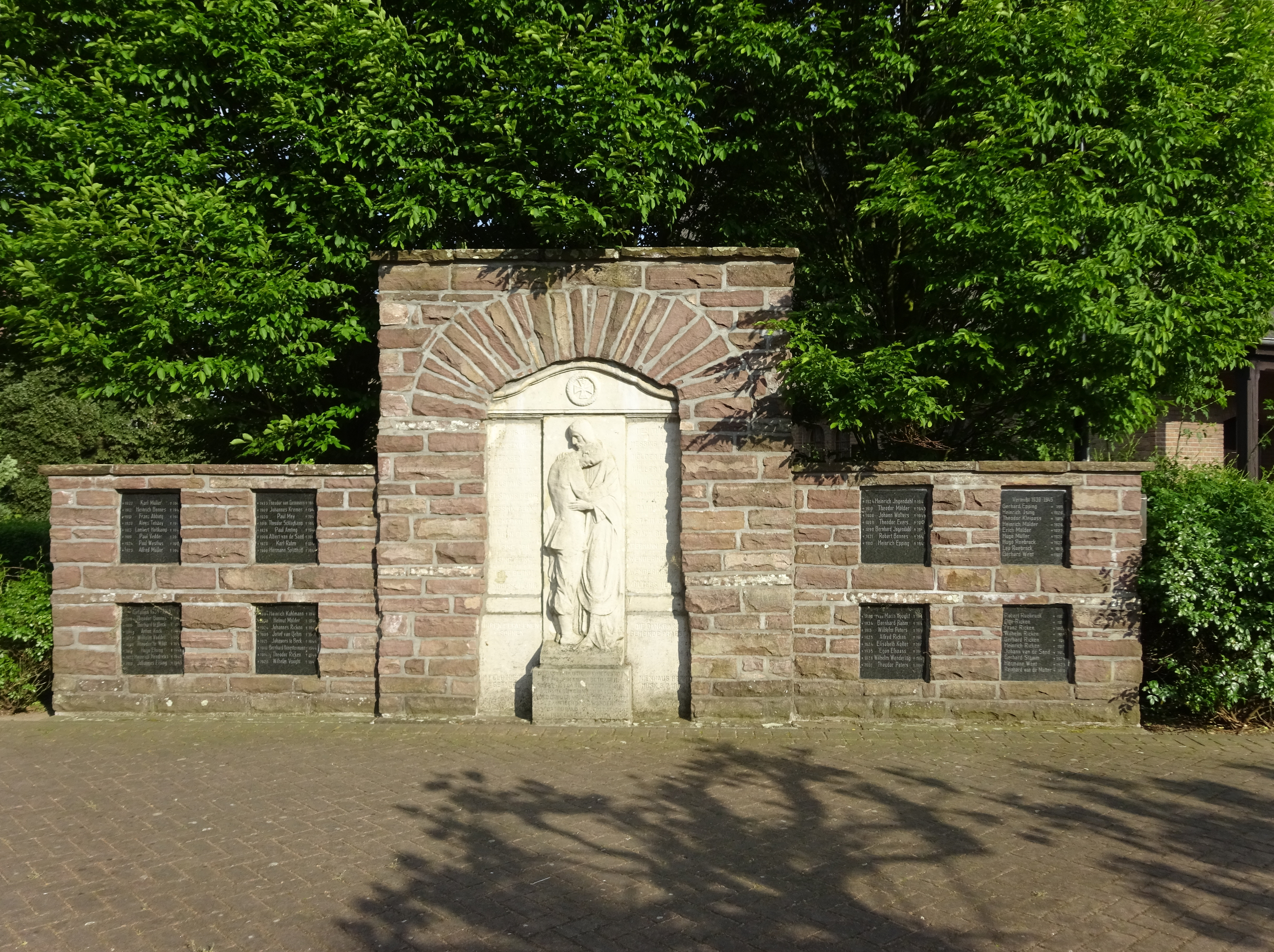
Oorlogsmonument
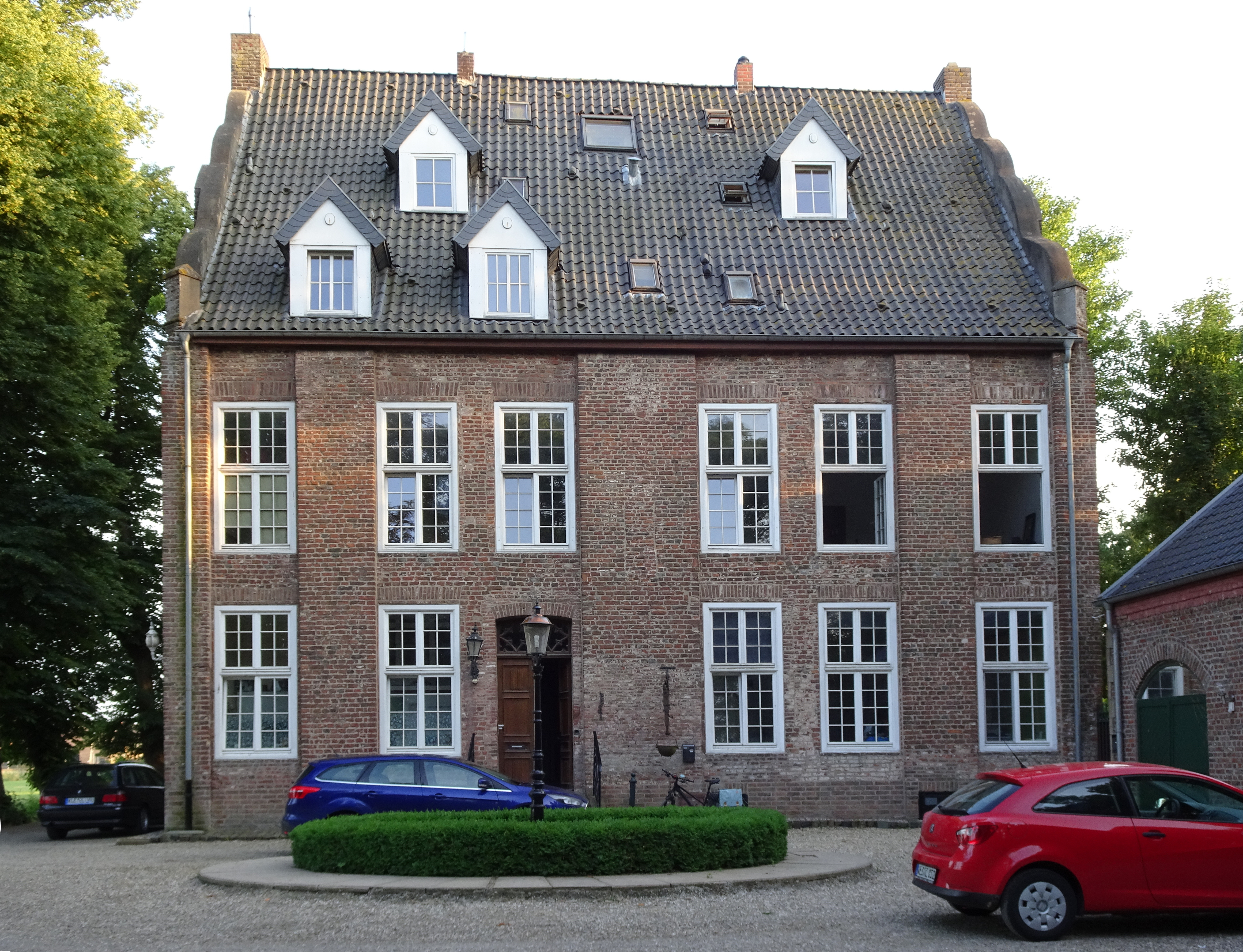
Reckenburg
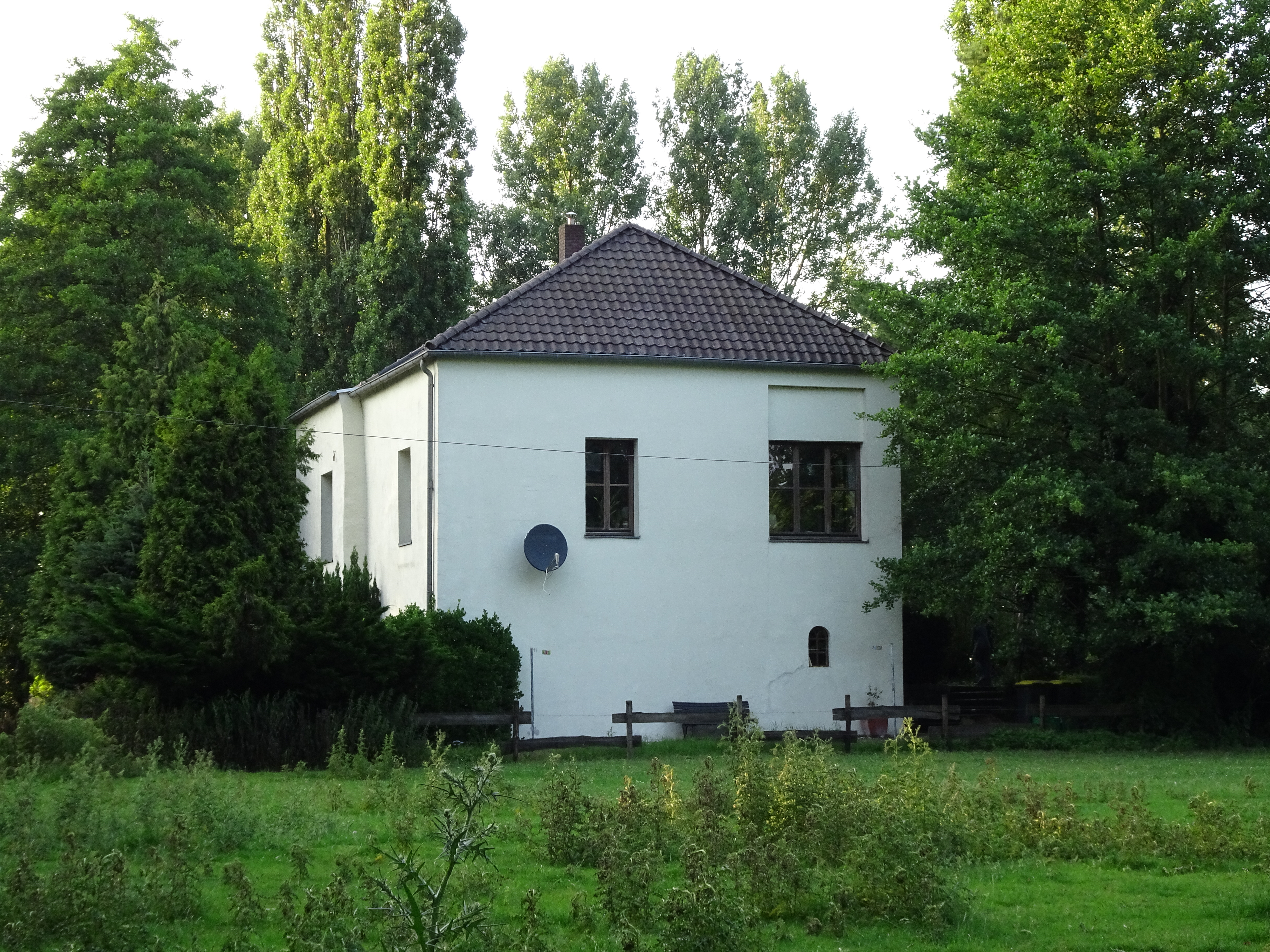
Haus Offenberg
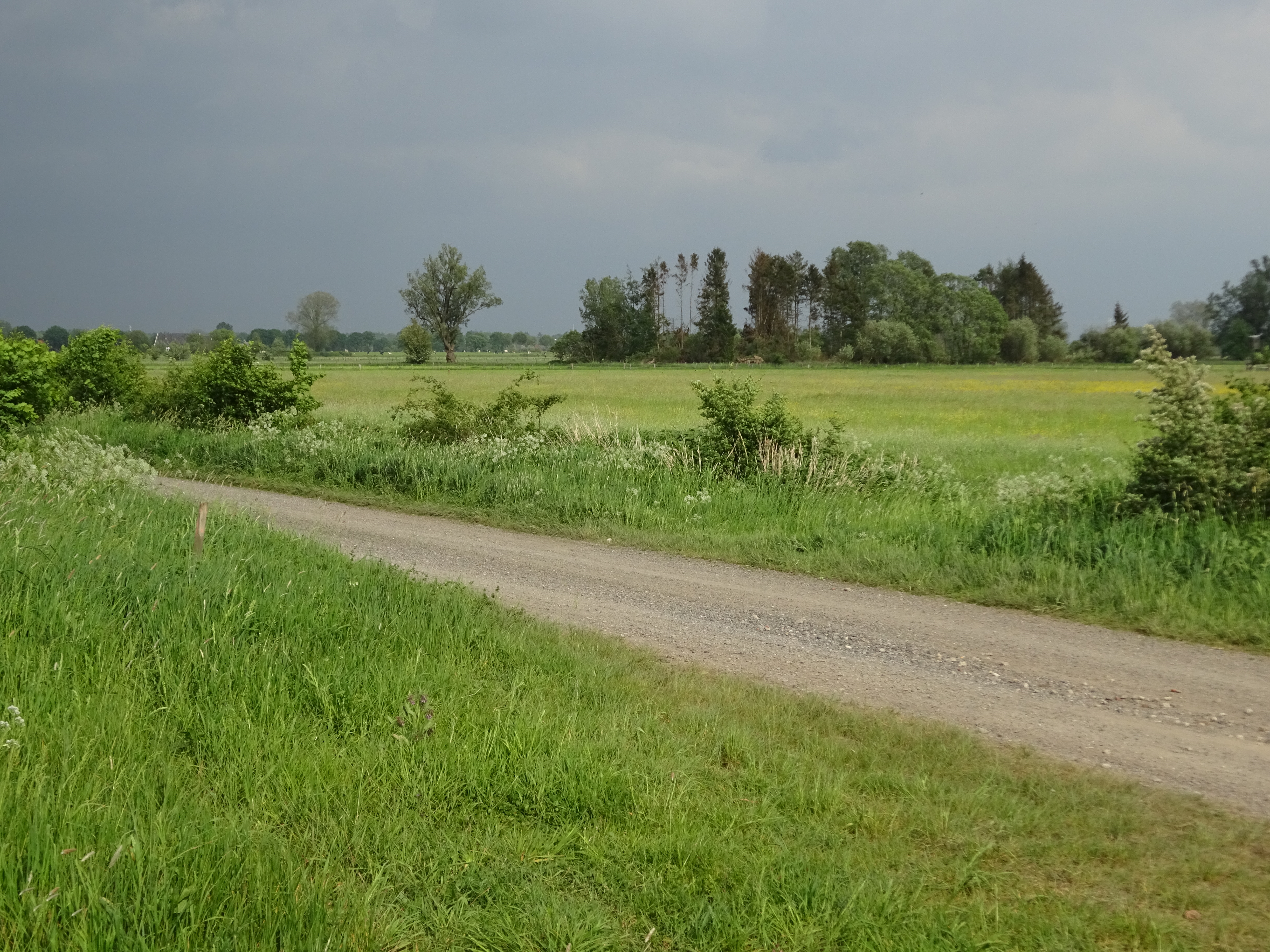
De Hetter
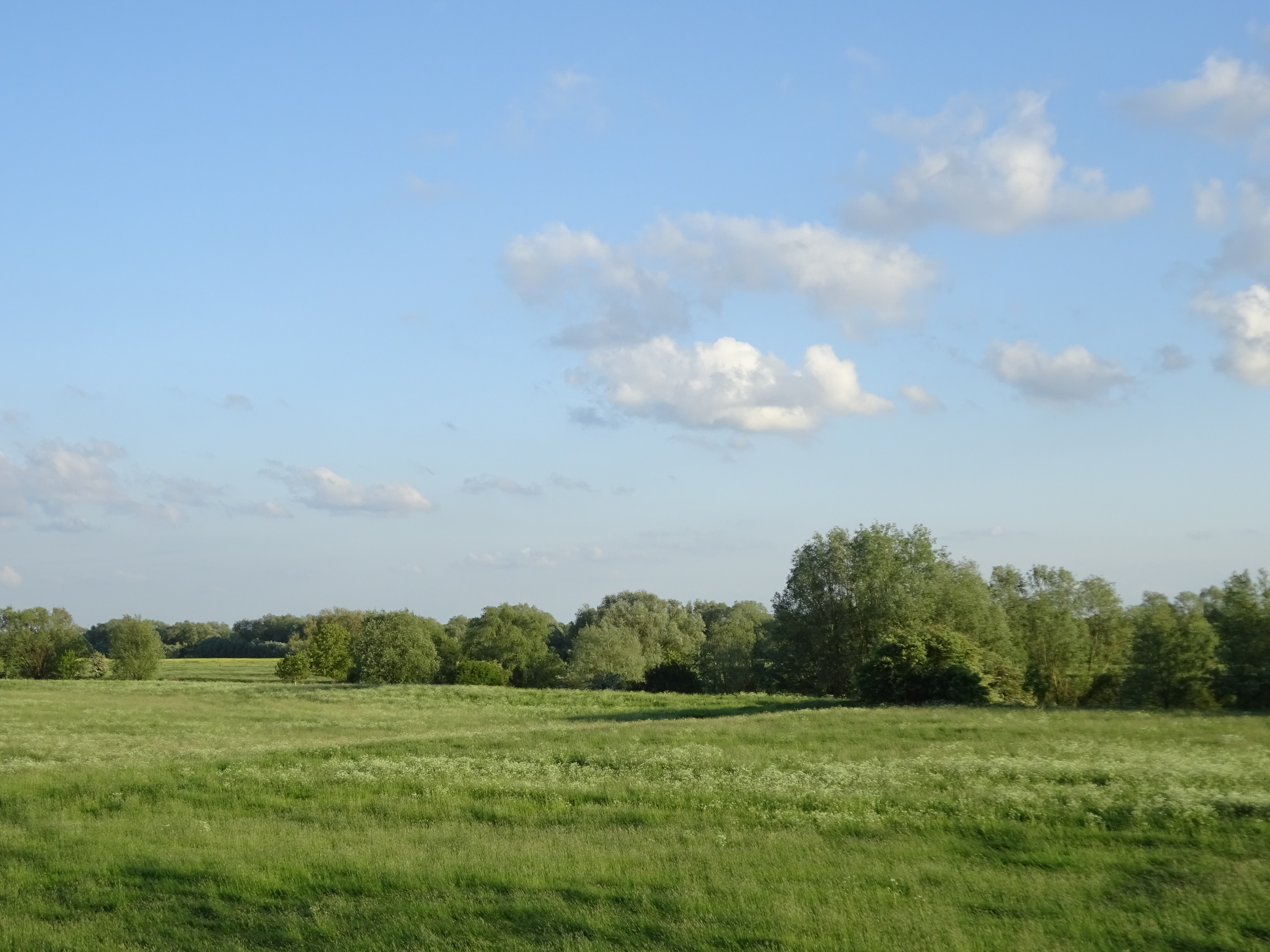
Dornicksche Ward

Stadsdelen en kerkdorpen: Altstadt · Borghees · Dornick · Elten · Hüthum · Klein-Netterden · Leegmeer · Praest · Speelberg · Vrasselt

Buurtschappen: Elsepaß · Hoch-Elten